# رائول دوارته
رائول دوارته (اسپانیایی: Raúl Duarte‎؛ زادهٔ ۱۱ نوامبر ۱۹۴۴)  بازیکن بسکتبال اهل پرو بود. وی در بازی‌های المپیک تابستانی ۱۹۶۴ شرکت کرده‌است.